# The Lord of the Rings: Return to Moria
The Lord of the Rings: Return to Moria é um jogo eletrônico de sobrevivência de 2023 desenvolvido pela Free Range Games e publicado pela North Beach Games em 24 de outubro de 2023. É baseado no mundo fictício da Terra Média criado por J.R.R. Tolkien e se passa durante sua Quarta Era após os eventos dos romances O Senhor dos Anéis. A trama segue na companhia de anões o universo da Terra Média enquanto eles tentam retomam sua terra natal, Moria, e restauram o antigo reino há muito perdido de Khazad-dûm.

## Jogabilidade e enredo
The Lord of the Rings: Return to Moria é um jogo de sobrevivência com ambientes gerados processualmente na forma das minas de Moria, muitas das quais são totalmente escuras. Os jogadores têm que escavar recursos como ferro, ouro, quartzo, pedras preciosas e Mithril de três montanhas e criar ferramentas, armas, armaduras, estruturas e recursos. Para sobreviver, os jogadores devem caçar e colher alimentos, gerenciar seu sono, temperatura, vontade e níveis de ruído e lutar contra orcs, trolls das cavernas e outras criaturas que residem em áreas escuras. Os jogadores também podem construir bases, descobrir vários itens antigos, incluindo espadas que brilham em azul quando os orcs estão por perto, mapas, planos de elaboração e amuletos mágicos, e recuperar minas antigas e reconstruir forjas e salões. Eles também encontram vários caminhos que estão bloqueados com runas. O jogo também trata da história dos anões, dos diferentes clãs de anões e do efeito da morte de Sauron sobre os orcs e foi descrito como pós-apocalíptico.
Os anões podem ser amplamente customizados usando um criador de personagens personalizado. Além do modo single-player, um jogador também pode hospedar “seu próprio Moria” para permitir que até oito jogadores participem de um multiplayer cooperativo online.
A cinemática de abertura apresenta o personagem Gimli liderando a companhia dos anões antes de perder contato com eles nas Portas de Durin.

## Desenvolvimento
O conceito de Gimli liderando uma companhia de anões em uma missão para retomar Moria e forjar novos portões para a cidade de Minas Tirith já foi mencionado por Tolkien nos apêndices dos romances O Senhor dos Anéis.
O jogo é licenciado pela Middle-earth Enterprises. A desenvolvedora, Free Range Games, com sede na California, foi inspirada em jogos como 7 Days to Die, Stranded Deep, Subnautica, Valheim e The Forest.
A equipe fez pesquisas extensas, organizou clubes do livro em equipe e consultou os especialistas em Tolkien: Corey Olsen, TS Luikart e David Salo, que também desenvolveram novas frases em Khuzdul. Eles primeiro reuniram uma pequena equipe de artistas conceituais expressivos, sob a direção do diretor de arte Bradley Fulton, para criar arte conceitual 2D. O diretor do jogo Jon-Paul Dumont disse que eles queriam que o jogo "recriasse o cenário do mundo real da Terra-média" e que "combinassem essas duas ideias: designs de personagens expressivos com materiais realistas, iluminação e animação para criar um mundo que parece real, habitado por personagens cheios de vida". Também traz uma trilha sonora de canções escritas e inspiradas em Tolkien.
Gimli é dublado por John Rhys-Davies, que já havia interpretado os personagem nos filmes dos anos 2000.

## Lançamento
The Lord of the Rings: Return to Moria foi revelado pela primeira vez com um pequeno trailer cinematográfico em 10 de junho de 2022, no Epic Games Summer Showcase. O jogo foi originalmente planejado para ser lançado na primavera de 2023 e acabou sendo lançado em 24 de outubro de 2023 para Microsoft Windows. Versões para PlayStation 5 e Xbox Series X/S estão programados para 5 de dezembro de 2023 e início de 2024, respectivamente. A versão para Windows é vendida exclusivamente na Epic Games Store.